# Aldehid dehidrogenaza (FAD-nezavisna)
Aldehid dehidrogenaza (FAD-nezavisna) (EC 1.2.99.7, aldehidna oksidaza, aldehidna oksidoreduktaza, Mop, AORDd) je enzim sa sistematskim imenom aldehid:akceptor oksidoreduktaza (FAD-nezavisna). Ovaj enzim katalizuje sledeću hemijsku reakciju
aldehid +H2O + akceptor {\displaystyle \rightleftharpoons } karboksilat + redukovani akceptor
Ovaj enzim pripada familiji ksantinskih oksidaza. Enzim iz Desulfovibrio sp. sadrži molibden-molibdopterin-citozin dinukleotidni (MCD) kompleks i dva tipa [] klaster po monomeru. On ne sadrži FAD.

## Literatura
- Nicholas C. Price; Lewis Stevens (1999). Fundamentals of Enzymology: The Cell and Molecular Biology of Catalytic Proteins (Third изд.). USA: Oxford University Press. ISBN 019850229X.
- Eric J. Toone (2006). Advances in Enzymology and Related Areas of Molecular Biology, Protein Evolution (Volume 75 изд.). Wiley-Interscience. ISBN 0471205036.
- Branden C; Tooze J. Introduction to Protein Structure. New York, NY: Garland Publishing. ISBN 0-8153-2305-0.
- Irwin H. Segel. Enzyme Kinetics: Behavior and Analysis of Rapid Equilibrium and Steady-State Enzyme Systems (Book 44 изд.). Wiley Classics Library. ISBN 0471303097.

## Spoljašnje veze
- Aldehyde+dehydrogenase+(FAD-independent) на 